# Alessandro Dell’Acqua

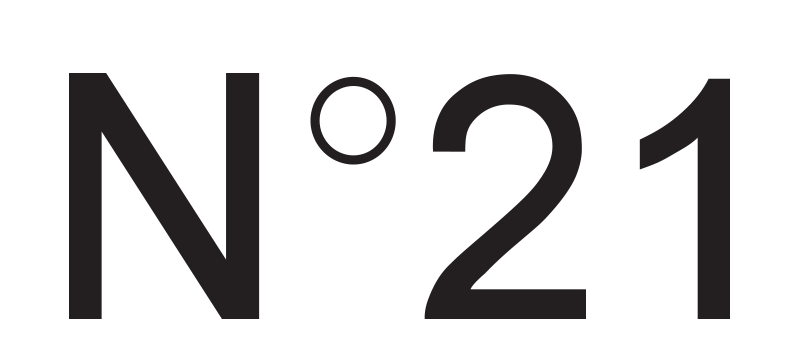
Logo von Alessandro Dell’Acquas Modemarke N°21

Alessandro Dell’Acqua (* 21. Dezember 1962 in Neapel) ist ein italienischer Modeschöpfer, der freischaffend für zahlreiche Modehäuser als Designer arbeitet, und gleichzeitig der Gründer eines 1996 gegründeten Modeunternehmens seines Namens, an dem Dell’Acqua seit 2009 nicht mehr beteiligt ist.

## Werdegang und Unternehmensgeschichte
Dell’Acqua interessierte sich bereits in seiner Jugend in Neapel, angeregt durch Kinofilme, für Kostümbildnerei und Mode. Im Alter von 13 Jahren begann er eine Lehre bei einem neapolitanischen Damenschneider. Nach einem abgeschlossenen Studium an der Accademia di belle arti di Napoli zog es ihn 1982 nach Mailand. Dort bewarb er sich mit eigenen Skizzen bei der Modeschöpferin Enrica Massei und wurde als deren Assistent eingestellt. 1986 heuerte die italienische Modegruppe Genny SpA (2001 an Prada verkauft und 2004 stillgelegt) Dell’Acqua als Kreativdirektor an, wo er zusammen mit Gianni Versace arbeitete, der dem Unternehmen beratend zur Seite stand. Es folgte die Position des Chefdesigners für die hochpreisige Strickwarenmarke Pietro Pianforini.
Anfang der 1990er Jahre tat sich Dell’Acqua mit dem Textilhersteller Belle Maille aus Carpi für eine kleine Strickwarenkollektion namens A-A Milano zusammen. Daraus entwickelte sich innerhalb weniger Jahre eine komplette Damenmodekollektion. 1996 lancierte Dell’Acqua schließlich unter seinem vollen Namen mit einer Damenkollektion, die sich in der Folge sehr gut verkaufte, seine eigene Modemarke und zeigte sie im Oktober 1997 auf der Mailänder Modewoche. Bereits 1998 präsentierte er auf der Pitti Immagine eine Herrenkollektion. Über die Jahre vergab Dell’Acqua zahlreiche Lizenzen an andere Hersteller. Zu seinem Markenzeichen wurden leichte, feminine Stoffe, klare Linien sowie der Farbton ‚nude‘. 2000 kamen Schuhkollektionen für Damen, 2004 für Herren zum Sortiment hinzu. Das erste Parfüm namens Alessandro Dell’Acqua brachte er 2001 in Zusammenarbeit mit EuroItalia für Damen auf den Markt, 2003 folgte das Pendant für Herren, Alessandro Dell’Acqua Man. Von Dezember 2002 bis Ende 2008 arbeitete Dell’Acqua als Kreativdirektor für Damenoberbekleidung für das Lingerie-Unternehmen La Perla.
2003 verkaufte Dell’Acqua 70 % seines Unternehmens an das Investoren-Konsortium Cherry Grove, das wiederum zu der italienischen Modegruppe Redwall (2006 in Borbonese SpA umbenannt) gehörte, für deren Eigenmarken Redwall und Borbonese Dell’Acqua, der die übrigen 30 % behielt, bereits als Designer tätig war. In dieser Zeit lag der Umsatz der Marke Alessandro Dell’Acqua bei ca. 18 Millionen Euro im Jahr. Mit den neuen Eigentümern, zu denen auch der Van Cleef & Arpels-Erbe Claude Arpels gehörte, wurden Alessandro Dell’Acqua-Boutiquen unter anderem in New York City (2008 geschlossen) und London eröffnet. 2008 wurde Dell’Acqua von der italienischen Kaschmir-Marke Malo als Kreativdirektor verpflichtet, wo er allerdings nur ein Jahr blieb, weil der Eigentümer von Malo, IT Holding, in finanzielle Schwierigkeiten geriet. Mitte 2009 veröffentlichte Dell’Acqua eine persönliche Presseerklärung, in der er sich von den Entwürfen für die seinen Namen tragende Modemarke distanzierte und erklärte, dass Cherry Grove die Designs ohne seine Billigung produziert habe. Dies bedeutete das Ende der Zusammenarbeit zwischen Cherry Grove / Redwall und Dell’Acqua. Seither gehören alle Rechte an der Marke Alessandro Dell’Acqua der Redlux-Holding, der Muttergesellschaft von Borbonese SpA.
Im Mai 2010 engagierte Brioni Dell’Acqua als Kreativdirektor für deren 2001 ins Leben gerufene Damenmodesparte. Brioni stellte die Damenmode allerdings Ende 2011 ein und beendete die Zusammenarbeit mit Dell’Acqua.
Im Herbst 2010 präsentierte Dell’Acqua während der Mailänder Modewoche die Damenmodekreationen seiner neu gegründeten, selbst finanzierten und nach seinem Geburtstag benannten Modemarke N°21, für die er „Streetstyle mit Couture“ mischt. 2012 schloss er ein Lizenzabkommen über Produktion und Distribution mit der Gilmar-Gruppe aus San Giovanni in Marignano, zu der unter anderem Iceberg gehört. 2012 betrug der N°21-Jahresumsatz vier Millionen Euro, 2015 waren es 24 Millionen Euro. Eine Schuhlizenz wurde an Kallisté vergeben. Im Februar 2012 nahm Dell’Acqua die Stelle des Kreativdirektors bei der italienischen Modemarke Les Copains an, wo er bis Ende 2013 blieb. Von Ende 2013 bis Anfang 2020 verantwortete Dell’Acqua als Kreativdirektor die Damenmode des französischen Modehauses Rochas. Im Januar 2014 erweiterte Dell’Acqua das N°21-Portfolio um Herrenmode, die 20 % des Umsatzes generiert. Beide Kollektionen werden seither bei der Mailänder Modewoche präsentiert. Der stärkste Absatzmarkt für N°21 ist Japan, wo 2014 in Tokio ein Flagship-Store eröffnet wurde, gefolgt von Großbritannien. Anfang 2015 verkaufte Dell’Acqua 30 % seines Unternehmens Società 2112, Eigentümerin von N°21, an die Gilmar-Gruppe. Ebenso 2015 unterzeichnete er ein Distributions-Abkommen mit CD Networks zur Erschließung des US-amerikanischen Marktes.
Dell’Acquas Designstudio befindet sich im Mailänder Città Studi-Bezirk.

## Designerposten (Auswahl)
Modehäuser, für die Dell’Acqua als Designer tätig war:
- Enrica Massei 1982–1986
- Genny 1986–Ende 1980er
- Pietro Pianforini
- A-A Milano 1992–1996
- Alessandro Dell’Acqua 1997–2009
- La Perla 2002–2008
- Redwall, Borbonese Anfang 2000er–2009
- Malo 2008–2009
- Brioni 2010–2011
- N°21 2010–heute
- Les Copains 2012–2013
- Rochas Ende 2013–Anfang 2020